# Белов, Иван Дмитриевич
Иван Дмитриевич Белов (ок. 1830 — 13 (25) июля 1886, Павловск) — русский педагог, публицист и беллетрист, прозаик, действительный статский советник.

## Биография
Родился в Нижнем Тагиле в семье Дмитрия Васильевича Белова и его жены Агнессы Соломоновны. У Ивана было еще четыре брата — Василий, Александр, Николай и Владимир, а также две сестры — Елизавета и Хиония. Его отец окончил Выйское техническое училище и около 15 лет являлся управляющим заводов Тагильского округа; он относился к высшему слою вольноотпущенных служащих и был воспитан в духе преданности своим заводовладельцам.
В начале карьеры работал учителем народной школы. В 1881—1883 годах был инспектором Учительской семинарии им. П. Ольденбургского в Павловске.
Белов помещал свои педагогические статьи в «Современнике» (1854), «Общезанимательном Вестнике» (1857), «Русском Слове» (с 1859 г.), «Журнале Министерства Народного Просвещения»; «Русском Инвалиде» и его прибавлениях (с 1863 г.), «Санкт-Петербургских Ведомостях» (с 1868 г.), «Отечественных Записках» (1872) и др. С возникновением «Исторического Вестника» Б. состоял в нём постоянным сотрудником до смерти, последовавшей 13 июля 1886 г. в Павловске. Отдельно вышли «Путевые записки и впечатления по Западной Сибири etc.» (Москва, 1852, два тома); «Путевые письма» (СПб., 1862); «Педагогические письма» (СПб., 1864); «Руководство для сельских учителей» (2 изд., Москва, 1872); «География для народных школ» (СПб., 1870); «Рождественские рассказы» (два выпуска, СПб., 1870—71); «Из жизни» (СПб., 1872); «Руководство к родиноведению» (СПб., 1874); «Путешествие по Германии и Швейцарии от Петербурга до Монблана» (СПб., 1875) и др. 
Публиковался также в журнале «Осколки» под псевдонимом Педагог без учеников, помещая там юмористические заметки, а также печатал курьёзные письма, прошения и могильные надписи, которых у него была собрана большая коллекция.
Скончался 13 июля 1886 в Павловске от воспаления лёгких. Похоронен на Смоленском православном кладбище в Санкт-Петербурге.
После смерти Белова напечатаны его статьи: «Наш солдат в песнях, сказаниях и поговорках» («Исторический Вестник», 1886, кн. 8); «Учитель-репетитор и учитель-педагог» («Педагогический Сборник», 1886, кн. 8) и «О доверии к ученикам» (там же, 1887, кн. 2).

## Сочинения
- Дядя Василий и ямщик Степан. Дорожные заметки. // журнал «Современник», № 6, 1854;

- Урядник. Рассказ // журнал «Русское Слово», № 4, 1859;

- Университет и корпорация (Отрывок из воспоминавший) // журнал «Исторический Вестник», № 4, 1880;

- Из прошлого. Рассказ об императоре Николае Павловиче. // журнал «Исторический Вестник», № 5, 1885.